# Muriel Sarkany

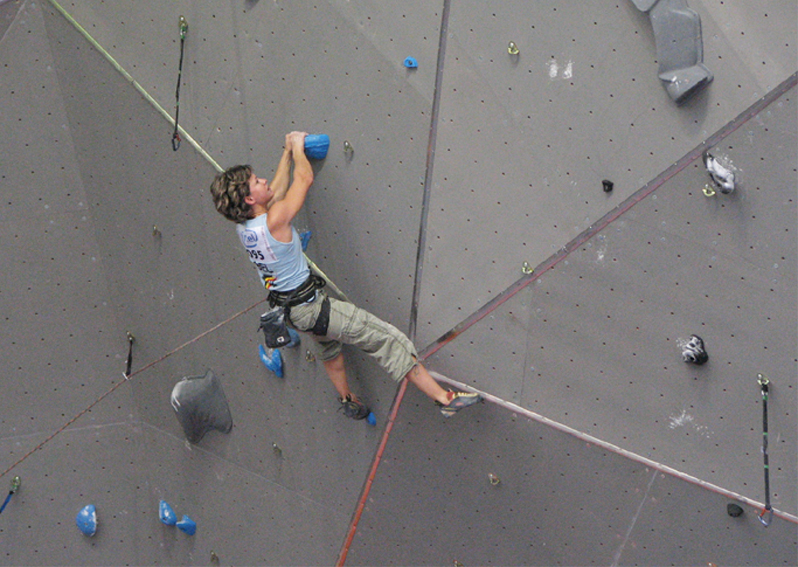
Muriel Sarkany in de Worldcup Puurs 2007

Muriel Sarkany (Brussel, 5 augustus 1974) - Belgische sportklimster die naar de buitenwereld toe het meest bekend is.
Ze is al op de leeftijd van 15 jaar begonnen met klimmen en komt uit een sportieve familie. Aangemoedigd door de Amerikaanse Robyn Erbesfield is ze in 1992 begonnen met trainen. Vanaf 1992 neemt ze deel aan internationale wedstrijden. Ze heeft tot november 2007 4 wereldbekers behaald, in 2003 werd ze UIAA wereldkampioene in Chamonix-Mont-Blanc en verder behaalde ze een reeks podiumplaatsen.
Haar kleine gestalte (1,54 m) is een voorbeeld dat lichaamslengte bij het sportklimmen helemaal geen handicap is.
Het buitenklimmen ziet ze volgens haar eigen woorden als vakantie.  Toch klimt ze op rots 9a.Eind 2010 liet Muriel weten dat ze niet meer zal deelnemen aan wereldbekers. Dit naar eigen zeggen bij gebrek aan motivatie en goede trainingszalen in België. Ze blijft echter wel actief op de rotsen.